# Pioscelus mesomphalus
Pioscelus mesomphalus är en stekelart som beskrevs av Marsh 2002. Pioscelus mesomphalus ingår i släktet Pioscelus och familjen bracksteklar. Inga underarter finns listade i Catalogue of Life.